# Kevin Großkreutz
Kevin Großkreutz (ur. 19 lipca 1988 w Dortmundzie) – niemiecki piłkarz występujący podczas kariery zawodniczej na pozycji obrońcy lub pomocnika.

## Kariera klubowa
Zaczynał karierę w VfL Kemminghausen, Rot-Weiss Obereving oraz w FC Merkur 07 Dortmund. W 2002 roku wstąpił do Borussii Dortmund. W wieku 14 lat przeszedł do Rot Weiss Ahlen. W 2008 strzelił dla Rot Weiss Ahlen 12 goli. W lipcu 2009 roku przeszedł do Borussii Dortmund. W latach 2009–2015 wystąpił łącznie w 236 meczach tej drużyny, w których strzelił 27 bramek i zanotował 37 asyst. Z BVB zdobył dwa mistrzostwa, Puchar i dwa Superpuchary Niemiec. 31 lipca 2015 podpisał 3-letni kontrakt z tureckim klubem Galatasaray SK, jednak nie wystąpił w żadnym spotkaniu tej drużyny i po sześciu miesiącach opuścił klub. 6 stycznia 2016 za ok. 2 mln euro przeniósł się do VfB Stuttgart, podpisując z niemieckim klubem trzyletnią umowę. W klubie zadebiutował 23 stycznia 2016, w ligowym spotkaniu z FC Köln (3:1). W sezonie 2015/16 wystąpił w 11 meczach Stuttgartu i spadł z zespołem do 2. Bundesligi. 20 września 2016 w ligowym meczu z Eintrachtem Brunszwik zdobył swojego pierwszego gola dla Stuttgartu. W sezonie 2016/17 zagrał w 16 meczach VfB, na poziomie 2. Bundesligi, strzelając 1 bramkę. 3 marca 2017 po tym jak słynący ze stwarzania problemów pozaboiskowych, zawodnik wdał się w bójkę w centrum miasta, klub podjął decyzję o rozwiązaniu z nim kontraktu. 11 kwietnia 2017 podpisał obowiązujący od lipca kontrakt z drużyną SV Darmstadt 98.
5 lipca 2018 roku podpisał kontrakt z zespołem KFC Uerdingen występującym w 3. Fußball-Liga. Pod koniec 2020 roku Großkreutz rozstał się z ekipą Grotenburg-Stadion, zostając wolnym zawodnikiem. W mediach pojawiły się wówczas pogłoski o zainteresowaniu Niemcem ze strony Wisły Kraków, gdzie funkcję trenera objął były trener Borussii Dortmund U19, Peter Hyballa. Ostatecznie do parafowania umowy nie doszło, a 24 stycznia 2021 roku, Großkreutz poinformował o zakończeniu piłkarskiej kariery.

## Kariera reprezentacyjna
Großkreutz w drużynie narodowej reprezentacji Niemiec do lat 19 zagrał w trzech meczach i strzelił jednego gola, a w reprezentacji Niemiec do lat 20 zagrał w jednym meczu nie strzelając bramki. 13 maja 2010 zadebiutował w reprezentacji Niemiec w wygranym 3:0 towarzyskim meczu z Maltą. W 2014 roku wraz z reprezentacją Niemiec zdobył złoty medal na mundialu w Brazylii, choć nie wystąpił tam w żadnym meczu.

## Życie prywatne
Jego kuzyn Marcel Großkreutz również jest piłkarzem i występuje obecnie w niemieckim szóstoligowym klubie, Westfalia Wickede.

## Sukcesy

### Borussia Dortmund
- Mistrzostwo Niemiec: 2010/11, 2011/12
- Puchar Niemiec: 2011/12
- Superpuchar Niemiec: 2013, 2014

### Reprezentacyjne
- Mistrzostwo świata: 2014

## Odznaczenia
- Srebrny Liść Laurowy (2014)[7]